# Cleavon Frendo
Cleavon Frendo (ur. 1 lipca 1985 w Piecie) – piłkarz maltański grający na pozycji pomocnika. Od lata 2012 roku jest zawodnikiem klubu Valletta FC. W reprezentacji Malty zadebiutował w 2004 roku. Do tej pory rozegrał w niej 9 meczów, w których zdobył jedną bramkę (stan na 13.12.2012).